# Stanisław Narutowicz

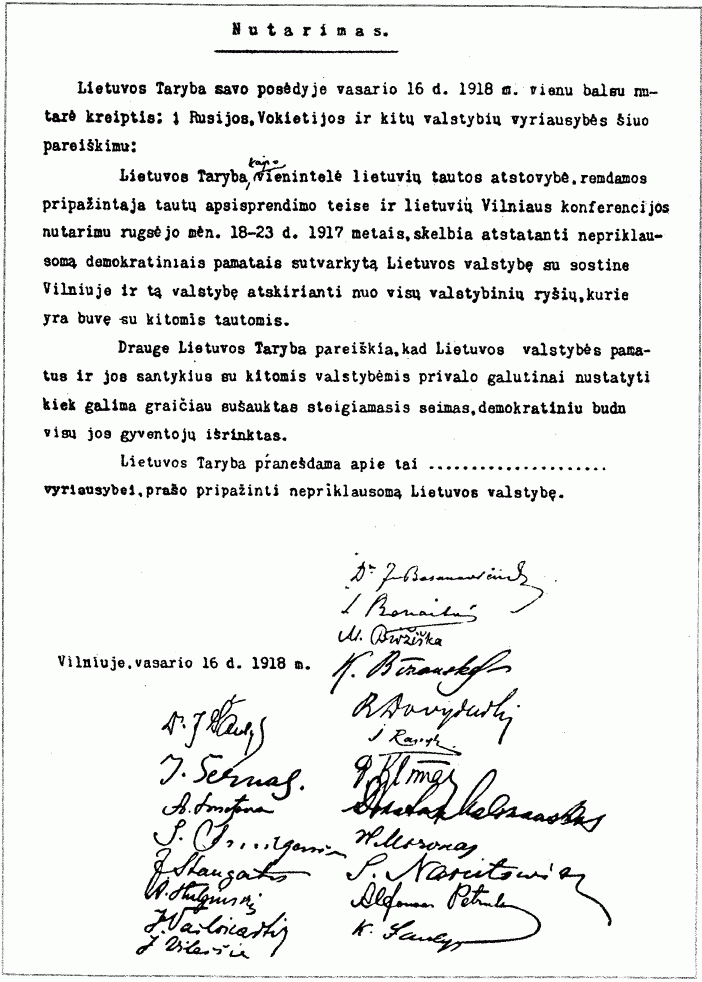
Declaración de la Independencia de Lituania, la firma de Narutowicz es visible en la columna derecha, tercera al fondo

Stanisław Narutowicz (en lituano: Stanislovas Narutavičius) (2 de septiembre de 1862, Brewiki, Gobernación de Kovno – 31 de diciembre de 1932, Kaunas, Lituania) fue un abogado y político, uno de los veinte firmantes del Acta de la Independencia de Lituania y hermano del primer presidente de Polonia Gabriel Narutowicz. Fue también el único miembro polaco-lituano del Taryba (Consejo lituano), el provisional Seimas (parlamento lituano) formado en las últimas fases de la Primera Guerra Mundial.

## Biografía
La familia Narutowicz, el cual tuvo sus raíces en la nobleza lituana, recibió un escudo de armas en 1413, cambiando su nombre de Noručiai (singular Narutis) a Narutowicz en el proceso. Fue un auto-declarado samogitian, lituano y polaco. Sus padres, Jan Narutowicz y Wiktoria Szczepkowska eran terratenientes y poseían una finca. Su padre participó en la Levantamiento de enero de 1863, el cual fue una rebelión que tuvo lugar en la ya extinta República de las Dos Naciones contra la opresión Zarista.
Mientras estudió en el gimnasio de Liepāja y más tarde en la Universidad de San Petersburgo, coleccionando folclore lituano y distribuyendo libros de lengua lituana cada vez que regresaba a su hogar en sus vacaciones.
Se graduó de la facultad de leyes en la Universidad de Kiev. Durante sus estudios en Kiev, Narutowicz se unió al círculo estudiantil polaco y se convirtió en miembro del II Proletaryat, un partido socialista-revolucionario encubierto y el predecesor del Partido Socialista Polaco. Sin embargo, sus creencias eran mucho menos radicales que las de sus colegas, y con el tiempo, sus contactos con la extrema izquierda se debilitaron.
Siendo joven, Narutowicz se casó con Joanna Billewicz, dueña de la finca Brėvikai y prima de Józef Piłsudski. Posterior a 1907, la pareja fundó y administró un escuela secundaria para niñas en Telšiai. Fue la primera escuela para niñas en Rusia-Lituania que tuvo autorizado la enseñanza del idioma polaco y lituano. En el periodo predecesor de la Primera Guerra Mundial Narutowicz publicó artículos en varios periódicos de lengua polaca. También fue el editor de los primeros números del diario semanal, Tygodnik Powszechny. La pareja también estuvo involucrada en varios programas educativos cuyo objetivo eran aumentar las capacidades del aprendizaje entre los campesinos lituanos, y sus niños quién habitaban el área.

## Político
Como político, Narutowicz era un socialista suave o un socialdemócrata. Fue más un partidario de la independencia de Lituania que restaurar la República de las Dos Naciones, sobre todo por temor de que Polonia siendo mucho más populosa, obtendría gran ventaja tras la unión. Por otro lado,  apoyó una unión débil entre los estados, el cual le hizo uno de los dirigentes del movimiento krajowcy, un grupo de los polacos-lituanos leales al legado del Gran Ducado de Lituania y el apoyo a la reconciliación de las lealtades divididas de polacos locales entre Polonia y Lituania. En su visión, la minoría polaca en Lituania obtendría un estado similar al Walloons en Bélgica: con lengua y cultura independientes, pero unidos con lituanos que se hacen llamar "patriotismo estatal". Al mismo tiempo, también apoyó estrechas relaciones entre las naciones que constituyeron el Gran Ducado de Lituania y participó en varias empresas polacas, lituanas y bielorrusas.
En el Gran Seimas de Vilna de 1905, sugirió que todos los feudos fuesen disueltos y que las tierras fuesen distribuidas entre los campesinos más pobres. Fue una propuesta bastante inesperada para gran parte de los diputados.
Durante la Conferencia de Vilna de 1917 declaró su objetivo principal como "Una Lituania independiente dentro de tierras étnicamente lituanas". En septiembre de 1917 Narutowicz se unió al Consejo de Lituania (Lietuvos Taryba), un cuerpo gubernamental lituano establecido por los alemanes como parte de su plan Mitteleuropa, todavía en gran parte independiente y en la búsqueda del establecimiento de Lituania como un estado independiente. Como miembro de aquel cuerpo, Narutowicz pasó a ser uno de los veinte firmantes de la Declaración de Independencia de Lituania. Sin embargo, a raíz de los conflictos dentro del Taryba tomó una postura más antialemán que la mayoría de sus colegas. Después de que el cuerpo le preguntó si el gobierno de Alemania para protegía, ayudaba y se comprometía por una alianza estable y fuerte con el Reich alemán, Narutowicz protestó. Cuándo, el 26 de enero de 1918, 12 miembros del Taryba votaron para comprometerse con Alemania, Narutowicz y tres de sus colegas socialdemócratas (Steponas Kairys, Jonas Vileišis y Mykolas Biržiška) renunciaron a sus cargos. Los conflictos entre Lituania y Polonia se harán más intensos con el paso de los años. Narutowicz continúa apoyando activamente un acercamiento, pero tuvo poco éxito.

## Muerte y legado
Narutowicz se suicidó el 31 de diciembre de 1932, en Kaunas. El historiador polaco Krzysztof Buchowski, de la Universidad de Białystok, atribuye su suicidio a la alienación resultante de la inutilidad de sus esfuerzos, denunciados en ambos lados de la frontera, así como a la actitud cada vez más hostil del gobierno lituano hacia la minoría polaca en Lituania. Su biografía publicada por el Museo Nacional de Lituania atribuye su suicidio a depresión, asuntos familiares y problemas económicos.
El hijo de Narutowicz, Kazimierz Narutowicz (1904–1987) era también un activista en el periodo, entreguerras comprometido en el asunto de las relaciones polaco-lituanas. La viuda de Narutowicz continuó administrando varias escuelas en Lituania, principalmente en el gimnasio polaco en Kaunas. Después del estallido de la Segunda Guerra Mundial se retiró a su finca en Brėvikiai, pero abandonó la Lituania Soviética, viajando a Varsovia, donde murió en 1948.